# برآمدگی کهکشانی

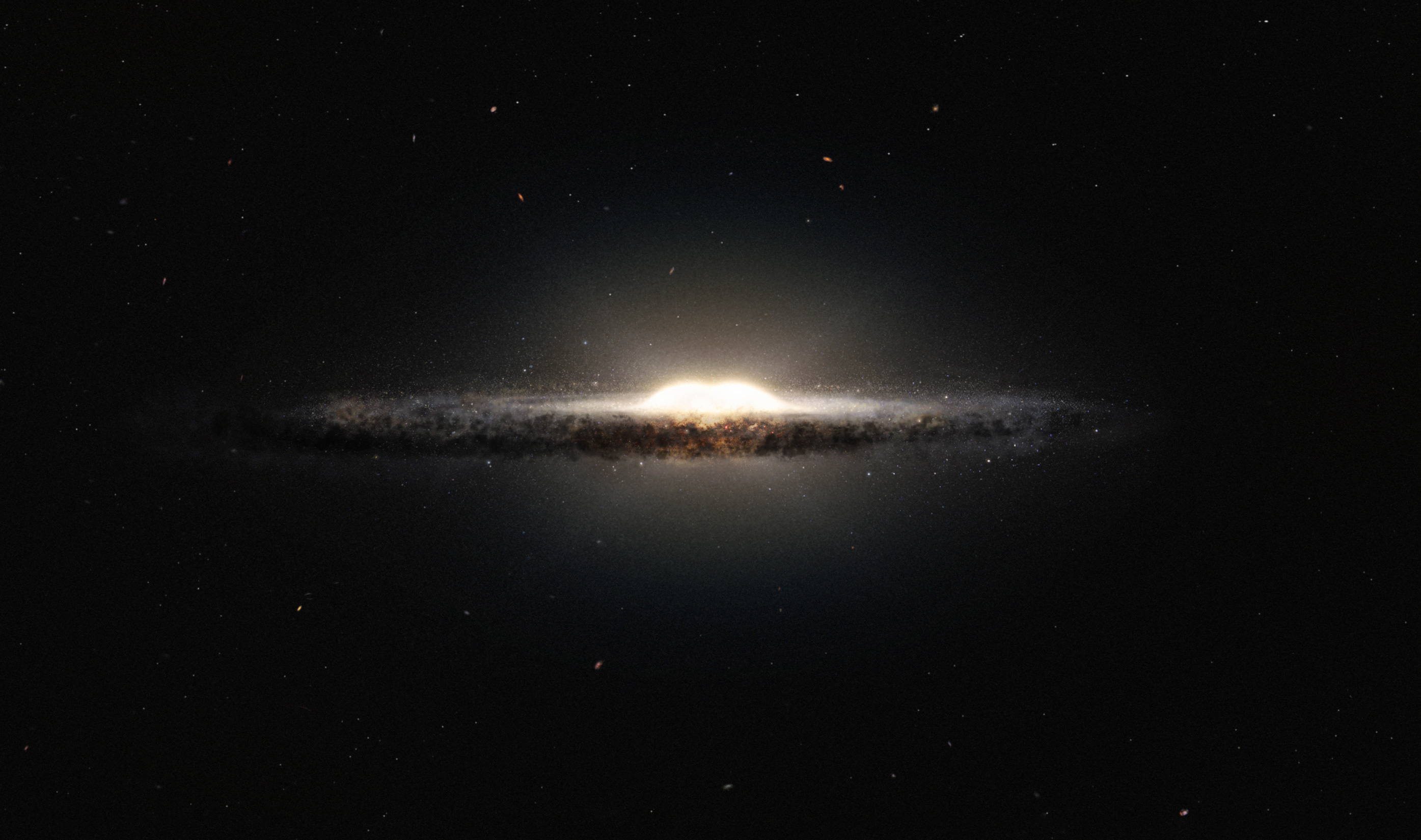
برداشت هنرمند از برآمدگی کهکشان راه شیری

در اخترشناسی برآمدگی کهکشانی یا چینه‌دان کهکشان (انگلیسی: Galactic bulge) به تجمع فشردهٔ گروهی از ستارگان که در تشکیل یک فرایند ستاره‌زایی بزرگ‌تر قرار دارند، گفته می‌شود. این اصطلاح تقریباً به‌طور انحصاری (تاکنون) به گروه مرکزی ستارگانی که در اکثر کهکشان‌های مارپیچی یافت می‌شود اشاره دارد (کهکشان مارپیچی را ببینید). از نظر تاریخی تصور می‌شد که برآمدگی‌ها کهکشان‌های بیضی شکلی هستند که بر حسب اتفاق قرصی از ستارگان در اطراف خود دارند، اما تصویرهایی با وضوح بالا با استفاده از تلسکوپ فضایی هابل نشان داده‌اند که برآمدگی‌های زیادی در قلب یک کهکشان مارپیچی نیز قرار دارند. باور کنونی بر این است که دست کم دو گونه برآمدگی (کلاسیک) وجود دارد: برآمدگی‌هایی که شبیه کهکشان‌های بیضی شکل هستند و برآمدگی‌هایی که شبیه کهکشان‌های مارپیچی هستند.

## برآمدگی‌های کلاسیک
برآمدگی‌هایی که ویژگی‌های مشابه کهکشان‌های بیضی شکل دارند اغلب «برآمدگی‌های کلاسیک» نامیده می‌شوند و این به دلیل مشابهت‌های این کهکشان‌ها با پیشینهٔ تاریخی تعریف «برآمدگی کهکشانی» است. برآمدگی‌های کهکشان‌ها عمدتاً از ستارگان مسن‌تر، ستارگان جمعیت II تشکیل شده‌اند، و از این رو رنگ مایل به قرمز دارند (تکامل ستاره‌ای راببینید).